# Música dels uigurs

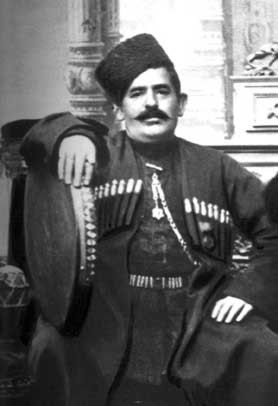
Bulbuljan Zulalov (1841-1927), músic mugam.

La música dels uigurs comprèn diferents estils regionals que són productes de la geografia i la història complexa de la regió habitada pels uigurs. Els uigurs formen una comunitat de 8,4 milions de persones que habiten principalment a la regió de l'Àsia central entre la Xina (Xinjiang), el Kazakhstan, Kirguizstan, Uzbekistan, Turquia i Rússia. La seva llengua és l'uigur i la seva religió és l'islam (sunnita). També hi ha petites comunitats al Pakistan, Aràbia, Europa, EUA, i Mongòlia.
Els regnes-oasi, separats per muntanyes i deserts, han estat subjectes durant el curs de la història a la influència de diferents forces exteriors. Les tradicions musicals de les ciutats-oasi del sud de Hotan i Kaixgar han estat més influenciades per les tradicions asiàtiques centrals clàssiques de Bukharà i Samarkanda, mentre que la música de la ciutat-oasi de Qumul, la ciutat més a l'est, té lligams més propers a la música de la Xina del Nord-oest. Cada ciutat-oasi de la regió manté el seu propi so i repertori distintiu, però les diferents poblacions està relacionades per una llengua comuna mantinguda per la comunicació constant a través del comerç i els moviments de població. Musicalment hi ha molta connexió entre les diferents tradicions locals en termes d'instruments, gèneres, estils i contexts.

## Història
Els estudiosos uigurs consideren que les arrels de la seva música es remunten al segle xi aC, al poble di, esmentat en els primers annals de les dinasties xineses que vivien al nord de la Xina. El primer regne túrquic (Kok Turk)) estava establert a la regió actualment coneguda com a Xinjiang, al 552 dC., mentre que els turcs uigurs arribaren una mica més tard, desplaçant-se cap a l'oest des de Siberià, el 840 dC., després de l'esfondrament del seu regne en el riu Orghun. Els uigurs s'instal·laren a les regions cap al nord i cap al sud de les Muntanyes del Cel i es relacionaren amb els habitants locals. Per això la música de la regió anterior al segle 9è és igualment considerada com l'herència dels contemporanis uigurs. Les fonts xineses són riques en referències a la primera música de la regió, que qualificaren de Regió de l'Oest (xiyu). Els annals dinàstics enregistren que un músic anomenat Sujup, des del regne-oasis de Kusen (Qiuci), va viatjar a la cort de l'emperador xinès Wudi el 567 dC., rere d'una princesa, i va introduir la teoria de set modes i cinc tons a la Xina. La música de Kusen (Kucha actual), Idiqut (Turpan actual), Iwirghol (Qumul actual), Udun (Hotan actual) i Sule (Kaixgar actual) era totalment popular a la Xina durant les dinasties de Tang i Song (segles VII-X). Els músics d'aquests regnes actuaven a la cort imperial i a les ciutats importants de la Xina, introduint nous instruments i repertoris a la Xina central. La seva popularitat es pot constatar en les freqüents referències en la poesia xinesa d'aquella època. Els estudiosos creuen que les famoses suites Tang Daqu de la cort imperial, que més tard adoptaria la cort japonesa, tenen les seves arrels a les grans suites del segle 5è (chong kuy) de la Regió Occidental. El costum de mantir musics de la regió occidental a la cort xinesa va continuar a la dinastia Qing (fundat 16è segle). Els registres de la cort Qing fan referència a vuit músics de la cort de la Regió Occidental que tocaven peces anomenades senem, jula, i seliqe; noms que també es troben en el repertori uigur contemporani.
El flux de la música s'ha mogut històricament des de l'oest fins a l'est. Mentre que els registres històrics xinesos demostren la influència de la regió occidental a la Xina central, la música uigur ha absorbit històricament molta influència des de les regions de l'Àsia central fins a l'oest, arribant a través de la Ruta de la Seda. L'Islam i la cultura islàmica es va estendre lentament a través de la regió, arribant a Kaixgar a l'inici del 10è segle, i no va sostenir Qumul, a l'est, fins al segle 16è. Els uigurs miren el Qarakhan Khanate de Kaixgar (fundat el 10è segle) com un gran moment per al desenvolupament de la seva música. Així, Xinjiang, el primer regne islàmic, va introduir a la regió la religió, la cultura i saber del món persa i àrab. Durant aquest període les idees dels teòrics musicals Al-Farabi i Ibn Sina s'introduïen, junt amb instruments com el tambor de bandes de shawm (naghra-sunay), que va sonar a les batalles dels reis de Qarakhan.
L'era Chagatay (segles 14th-16th) també es considera com un període important pel desenvolupament cultural i musical a l'Àsia central, i moltes de les lletres de les cançons del Dotze Muqam són acreditades pels músics-poetes d'aquesta època. Una font documental important de la música d'aquest període és la Història dels Músics (Tarikhi Musiqiyun) escrita per Mulla Ismatulla Mojizi el 1854-55.

## Gèneres musicals
Els gèneres més prestigiosos i coneguts de música uigur són les suites cantades, la música instrumental i la música de dansa coneguda com a mugam. A més del muqam, els uigurs mantenen tradicions populars en altres estils, com són: el poema èpic recitat (dastan), altres formes de cançó narrativa (qoshaq, leper, eytshish i maddhi), la música de dansa (senem), música instrumental, gèneres musicals connectats amb el sufisme i els seus rituals i un repertori ampli de cançons folklòriques que freqüentment fan referència al sofriment de vida terrenal i als turments de l'amor frustrat.
El mugam precisa un alt nivell d'interpretació, tant en l'estructura de base com en la part d'improvisació. S'interpreta amb instruments típics com el daf (una pandereta gran), el kamancha (un tipus de violí) i el quitrà (un llaüt d'onze cordes, de coll llarg). A l'Azerbaidjan, el mugam s'interpreta tradicionalment als casaments, festes, àpats i reunions íntimes anomenades majles, i també forma part de la tradició sufí ritual. La UNESCO va proclamar el mugam de l'Azerbaidjan com Obra Mestra de l'Herència Oral de la Humanitat, el 2003, i va promoure una campanya de restauració i conservació de les interpretacions diverses del mugam, en format sòlid, disponibles per al públic.
A pesar de la idea generalitzada per part dels occidentals de què l'Islam és hostil a la música, en el cas dels uigurs, molts contexts musicals tradicionals estan connectats amb la religió, en gran part degut a la influència sufí, que utilitzen la música per expressar i promoure la seva fe.
Avui, aquests gèneres tradicionals competeixen amb una indústria viva de música pop i de grups professionals patrocinats per l'estat.

## Context ritual
Entre els uigurs, com en moltes altres cultures, els límits entre el sagrat i el profà costa de distingir clarament, i moltes formes de música profana es realitzen en contextos rituals. Algunes formes musicals, tanmateix, són pròpies del context ritual. Els sanadors rituals uigur, que encara es troben en zones rurals, es coneixen pel nom de baqshi o pirghun. Els seus cants rituals d'exorcisme sovint empren melodies inspirades en cançons folklòriques locals, i a vegades les seves lletres tenen els mateixos temes d'amor que les cançons folklòriques. Els cants van normalment acompanyats per instruments de percussió (dapendi). Els seus rituals són fortament xamànics (ús de patrons rítmics de tambor per expulsar l'esperit posseït) i la dansa de trànsit del pirghun.

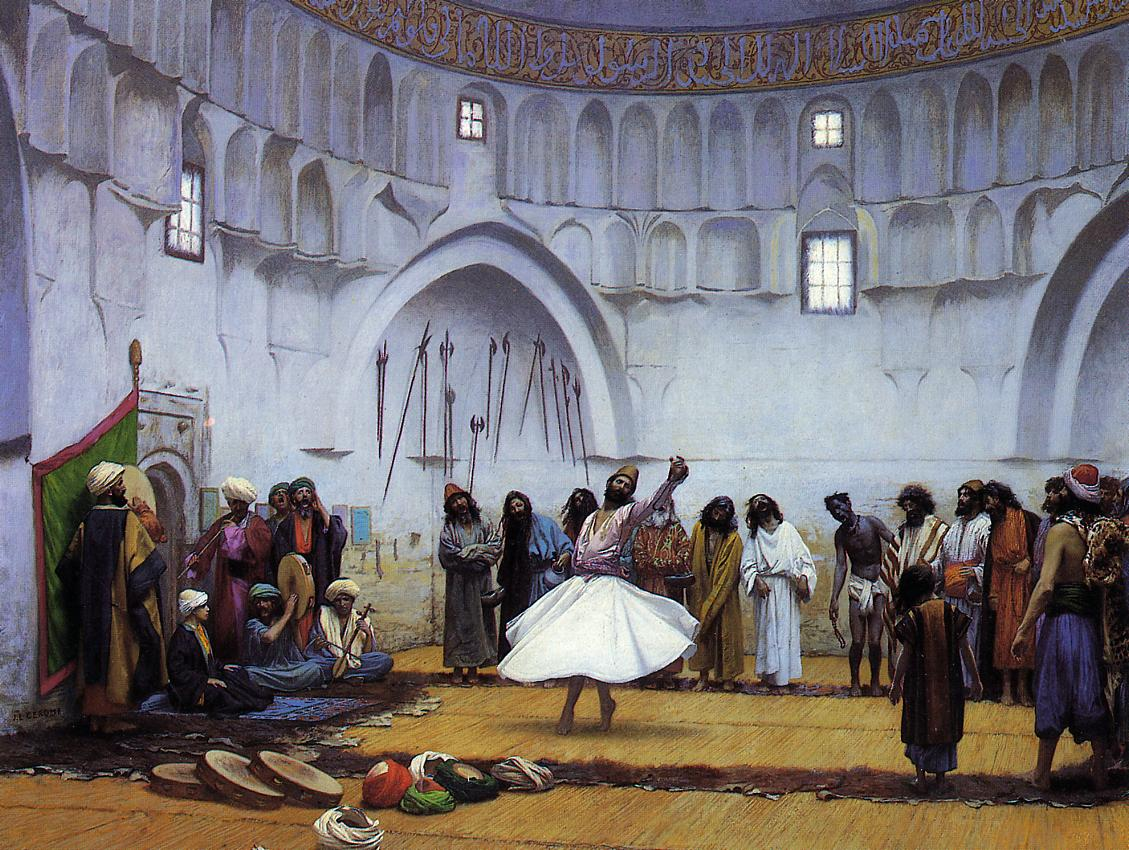
Dervix volador, de tradició sufí

Els centres sufí uigur mantenen una única tradició musical en els seus rituals de dhikr a gran escala. La pràctica del dhikr, trobada entre els sufís de l'Àsia central, l'Iran i Turquia, es refereix a la recitació del nom de Déu i de sants islàmics. Entre els uigurs aquest ritual es qualifica popularment d'helqe (sohbet), mentre que el zikiri (dhikr) es refereix específicament als cants rituals. El ritual hokmet es canta en un falset mesurat lliure, amb una melodia en to planyívol. En aquesta tradició, els fundadors del centre reciten, i els deixebles, els homes que assisteixen al ritual, ploren. Els homes s'agenollen i se sacsegen energèticament, es mouen dins un cercle gran, movent els seus braços, i canten. Cada cant té un ritme específic, i es poden realitzar fins a disset cant durant un ritual, que poden durar fins a set hores. A la regió Khoten, fins als anys 1970, els rituals sufí eren acompanyats per instruments musicals, com els llaüts i la percussió. Aquesta pràctica quasi ha desaparegut, a pesar que alguns grups utilitzen encara la percussió de sapaye per acompanyar els seus cants.
Les dones ritualistes sufís, conegudes com a buwi, són nombroses a través de la regió. Els seus rituals són similars en la forma als rituals dels homes, encara que les melodies de les seves cançons (munajat) difereixen. Les buwis canten en els festivals dels santuaris (mazar), fan de ploraneres en els funerals i fan de conductores en els rituals de sanació i d'exorcisme (khetme) en els domicilis de la gent. Les seves cançons, normalment cantades sense acompanyament, són pensades per ser interpretades sense dificultats de mobilització.
Entre els uigurs encara es poden trobar mendicants religiosos, anomenava ashiq o qelender. Es considera que aquests captaires que vaguen tot el dia, consagren la seva vida a la composició de música dedicada a Déu, i per això els uigurs són molt caritatius amb ells. Utilitzen comunament instruments de percussió —dap, sapaye o tash— però en els festivals que realitzen als santuaris també toquen diversos tipus de llaüts. Moltes de les seves cançons, també anomenades hokmet, estan estretament relacionades a les parts del meshrep del Dotze Muqam.
Els Dolan Meshrep són realitzats en una escala molt més gran, a la qual assisteixen centenars de persones, i sovint duren tota la nit. Aquests esdeveniments es consideren incomplets sense música. Al costat de les actuacions del mugam, els balls, els còmics i les cançons d'èpica, un líder religiós pot convidar a dissertar sobre moral i religió. Els meshrep han fet tradicionalment la funció social de cort públic. Els malfactors són portats davant de l'organitzador del meshrep (yigit beshi) per a ser criticats i castigats.
Els festivals de Qurban, Rozi i Nawruz són també ocasions importants per a l'activitat musical. Els grans festivals fets als santuaris i a les tombes dels sants islàmics són llocs per a tota classe de música: muqam, narració d'història, música ritual sufi i dansa.

## Músics Mugam
- Bulbuljan Zulalov
- Alim Qasimov
- Sevda Alekperzadeh
- Franghiz Ali-Zadeh